# Нектарий I
Нектарий (на руски: Нектарий Грек) е православен духовник, велешки митрополит, охридски архиепископ около 1598-1601 година и вологодски архиепископ през 1613-1616 и 1625-1626 година.

## Биография
Нектарий заема катедрата в Охрид след екзекуцията на архиепископ Варлаам през май 1598 година. През август той пристига в Молдова в търсене на дарения и остава там дълго време. През юни 1600 година ръководи поместен събор в град Яш (последван и от Събор в Яш), след което заминава за Полша. Не по-късно от 1604 година посещава и Русия. Отново през този период той пътува и до Антверпен. Не е сигурно кога напуска архиепископския пост в Охрид, но това става преди 1601 година, когато архиепископ е Неофит.
На 25 юни 1613 година Нектарий става архиепископ на Вологда и остава в Русия до края на живота си. През същата година участва в коронацията на новия руски цар Михаил Романов. През 1616 година е отстранен от поста си и затворен в Кирило-Белозерския манастир. През 1621 година е оправдан и след смъртта на архиепископ Корнилий през 1625 година отново става вологодски архиепископ. Нектарий умира през 1626 година.